# Black Mirror (jeu vidéo, 2017)
Pour les articles homonymes, voir Black Mirror.
Black Mirror est un jeu vidéo d'aventure développé par King Art Games et édité par THQ Nordic, sorti en 2017 sur Windows, Mac, Linux, PlayStation 4 et Xbox One.

## Accueil
- Adventure Gamers : 2,5/5[1]
- Canard PC : 4/10[2]
- Jeuxvideo.com : 10/20[3]